# Nzérékoré
Nzérékoré è una città della Guinea, la seconda del paese e capoluogo della prefettura e della regione omonima. 
È situata nell'estremo sud-est del paese, vicino al confine con Liberia, Sierra Leone e Costa d'Avorio. Le ripetute guerre civili in questi tre paesi hanno causato l'afflusso di molti rifugiati e di un'esplosione demografica della città, che dal 1996 ha più che raddoppiato la sua popolazione. 
Tradizionale sede di un importante mercato, nelle sue vicinanze si trovano importanti miniere di ferro e argento. La città 
è collegata al resto del paese dalla autostrada N1 e dall'Aeroporto di Nzérékoré (IATA: NZE, ICAO: GUNZ).